# Cornelius Reitsamer

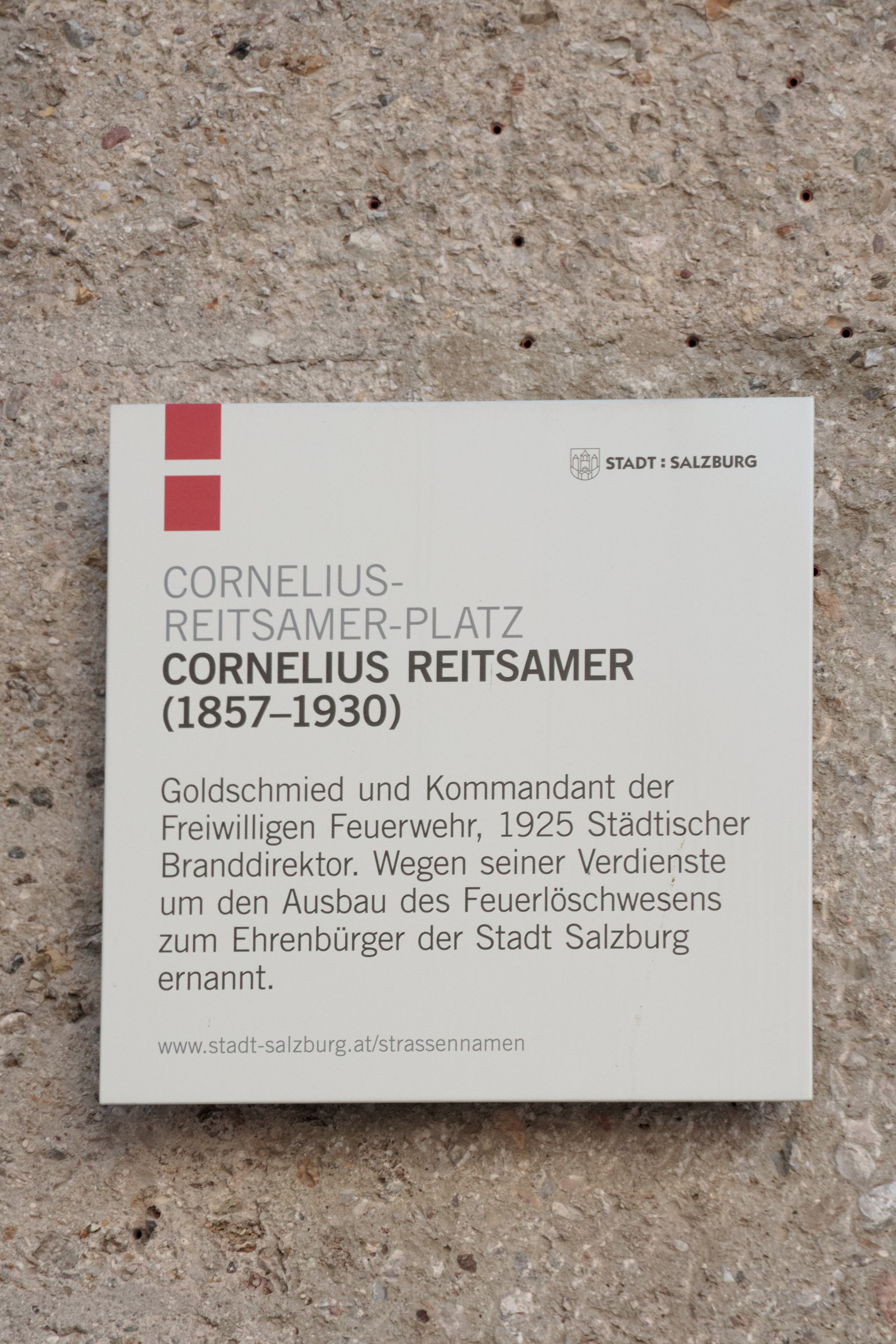
Gedenktafel am Cornelius-Reitsamer-Platz

Cornelius Reitsamer (* 3. Juli 1857 in Villach; † 18. Oktober 1930 in Salzburg) war ein österreichischer Goldschmiedemeister, Feuerwehrmann und Branddirektor aus Salzburg.

## Leben
Cornelius Reitsamer, Sohn des Peter Reitsamer (1824–1886) und dessen Ehefrau Magdalena war im elterlichen Betrieb ab 1886 als Goldschmied tätig. Er übernahm 1902 das Geschäft in der Linzergasse zusammen mit seinem Bruder Gustav Reitsamer. Er trat bereits mit 18 Jahren in die Freiwillige Feuerwehr ein und wurde 1902 ihr erster Kommandant. Reitsamer engagierte sich intensiv in der Ausbildung und Organisation der Feuerwehr und trug zur Weiterentwicklung der Brandbekämpfungstechniken und -strategien bei und wurde 1920 für seine Verdienste um die Feuerwehr zum Ehrenbürger der Stadt Salzburg ernannt. Im Jahr 1925 wurde er zum städtischen Branddirektor befördert.

## Gedenken
Der Cornelius-Reitsamer-Platz in Salzburg war bis 2019 nach ihm benannt. Um das Andenken an Cornelius Reitsamer (1857–1930), den langjährigen Kommandanten der Freiwilligen Feuerwehr und Branddirektor der Stadt Salzburg, weiterhin zu pflegen, wird die Passage im Bruderhof – dem ehemaligen Standort der Salzburger Freiwilligen Feuerwehr – als Cornelius-Reitsamer-Passage benannt.